# عزة بسباس
عزة بسباس ولدت في 28 نوفمبر 1990 في أبوظبي (الإمارات العربية المتحدة)، هي مبارزة سيف الشيش تونسية متخصصة في فردي السيف العربي. هي أخت المبارزات هالة وسارة وريم بسباس وكذلك المبارز أحمد عزيز بسباس.

تحصلت على ميداليتين فضيتين وأخرى برونزية في كأس العالم للمبارزة و17 ميدالية ذهبية وواحدة فضية في بطولة أفريقيا للمبارزة، و9 ميداليات ذهبية في بطولة تونس للمبارزة وذهبيتين في بطولة فرنسا للمبارزة.

## الميداليات
- كأس العالم للمبارزة:
  -  ميدالية برونزية في فردي السيف العربي للسيدات في كأس العالم للمبارزة 2012 (لندن).
  -  ميدالية برونزية في فردي السيف العربي للسيدات في كأس العالم للمبارزة 2011 (بولونيا).
  -  ميدالية فضية في فردي السيف العربي للسيدات في كأس العالم للمبارزة 2010 (كوبلنس).
- ألعاب عموم أفريقيا:
  -  ميدالية فضية في فردي السيف العربي للسيدات في ألعاب عموم أفريقيا 2007 (الجزائر العاصمة).
  -  ميدالية ذهبية في السيف العربي للفرق للسيدات في ألعاب عموم أفريقيا 2007 (الجزائر العاصمة).
- دورة الألعاب العربية:
  -  ميدالية ذهبية في فردي السيف العربي للسيدات في دورة الألعاب العربية 2011 (الدوحة).
  -  ميدالية ذهبية في السيف العربي للفرق للسيدات في دورة الألعاب العربية 2011 (الدوحة).
  -  ميدالية فضية في فردي السيف العربي للسيدات في دورة الألعاب العربية 2007 (القاهرة).
  -  ميدالية ذهبية في السيف العربي للفرق للسيدات في دورة الألعاب العربية 2007 (القاهرة).
- بطولة أفريقيا للمبارزة:
  -  ميدالية ذهبية في فردي السيف العربي للسيدات في بطولة أفريقيا للمبارزة 2015 (القاهرة).
  -  ميدالية ذهبية في السيف العربي للفرق للسيدات في بطولة أفريقيا للمبارزة 2015 (القاهرة).
  -  ميدالية ذهبية في فردي السيف العربي للسيدات في بطولة أفريقيا للمبارزة 2014 (القاهرة).
  -  ميدالية ذهبية في السيف العربي للفرق للسيدات في بطولة أفريقيا للمبارزة 2014 (القاهرة).
  -  ميدالية ذهبية في فردي السيف العربي للسيدات في بطولة أفريقيا للمبارزة 2013 (كيب تاون).
  -  ميدالية ذهبية في السيف العربي للفرق للسيدات في بطولة أفريقيا للمبارزة 2013 (كيب تاون).
  -  ميدالية ذهبية في فردي السيف العربي للسيدات في بطولة أفريقيا للمبارزة 2012 (الدار البيضاء).
  -  ميدالية ذهبية في السيف العربي للفرق للسيدات في بطولة أفريقيا للمبارزة 2012 (الدار البيضاء).
  -  ميدالية ذهبية في فردي السيف العربي للسيدات في بطولة أفريقيا للمبارزة 2011 (القاهرة).
  -  ميدالية ذهبية في السيف العربي للفرق للسيدات في بطولة أفريقيا للمبارزة 2011 (القاهرة).
  -  ميدالية فضية في فردي السيف العربي للسيدات في بطولة أفريقيا للمبارزة 2010 (تونس العاصمة).
  -  ميدالية ذهبية في السيف العربي للفرق للسيدات في بطولة أفريقيا للمبارزة 2010 (تونس العاصمة).
  -  ميدالية ذهبية في فردي السيف العربي للسيدات في بطولة أفريقيا للمبارزة 2009 (داكار).
  -  ميدالية ذهبية في السيف العربي للفرق للسيدات في بطولة أفريقيا للمبارزة 2009 (داكار).
  -  ميدالية ذهبية في فردي السيف العربي للسيدات في بطولة أفريقيا للمبارزة 2008 (الدار البيضاء).
  -  ميدالية ذهبية في السيف العربي للفرق للسيدات في بطولة أفريقيا للمبارزة 2008 (الدار البيضاء).
  -  ميدالية ذهبية في فردي السيف العربي للسيدات في بطولة أفريقيا للمبارزة 2006 (الدار البيضاء).
  -  ميدالية ذهبية في السيف العربي للفرق للسيدات في بطولة أفريقيا للمبارزة 2006 (الدار البيضاء).
- دوري أوروبا للأندية البطلة في المبارزة:
  -  ميدالية فضية في السيف العربي للفرق للسيدات في دوري أوروبا للأندية البطلة في المبارزة 2009 (أورليان).
  -  ميدالية برونزية في السيف العربي للفرق للسيدات في دوري أوروبا للأندية البطلة في المبارزة 2008 (أورليان).
- بطولة فرنسا للمبارزة:
  -  ميدالية برونزية في السيف العربي للفرق للسيدات في بطولة فرنسا للمبارزة 2013 (أورليان).
  -  ميدالية فضية في السيف العربي للفرق للسيدات في بطولة فرنسا للمبارزة 2011 (بو).
  -  ميدالية ذهبية في السيف العربي للفرق للسيدات في بطولة فرنسا للمبارزة 2009 (فيتل).
  -  ميدالية ذهبية في السيف العربي للفرق للسيدات في بطولة فرنسا للمبارزة 2008 (ليفري غارغان).
- بطولة تونس للمبارزة:
  -  ميدالية ذهبية في فردي السيف العربي للسيدات في بطولة تونس للمبارزة 2014 (تونس العاصمة).
  -  ميدالية ذهبية في فردي السيف العربي للسيدات في بطولة تونس للمبارزة 2007 (تونس العاصمة).
  -  ميدالية ذهبية في السيف العربي للفرق للسيدات في بطولة تونس للمبارزة 2007 (تونس العاصمة).
  -  ميدالية ذهبية في فردي السيف العربي للسيدات في بطولة تونس للمبارزة 2006 (تونس العاصمة).
  -  ميدالية ذهبية في السيف العربي للفرق للسيدات في بطولة تونس للمبارزة 2006 (تونس العاصمة).
  -  ميدالية ذهبية في فردي السيف العربي للسيدات في بطولة تونس للمبارزة 2005 (تونس العاصمة).
  -  ميدالية برونزية في السيف العربي للفرق للسيدات في بطولة تونس للمبارزة 2005 (تونس العاصمة).
  -  ميدالية ذهبية في فردي السيف العربي للسيدات في بطولة تونس للمبارزة 2004 (تونس العاصمة).
  -  ميدالية ذهبية في السيف العربي للفرق للسيدات في بطولة تونس للمبارزة 2004 (تونس العاصمة).
  -  ميدالية فضية في فردي السيف العربي للسيدات في بطولة تونس للمبارزة 2003 (تونس العاصمة).
  -  ميدالية ذهبية في السيف العربي للفرق للسيدات في بطولة تونس للمبارزة 2003 (تونس العاصمة).
  -  ميدالية برونزية في فردي السيف العربي للسيدات في بطولة تونس للمبارزة 2002 (تونس العاصمة).
  -  ميدالية فضية في السيف العربي للفرق للسيدات في بطولة تونس للمبارزة 2002 (تونس العاصمة).

## مقالات ذات صلة
- سارة بسباس
- هالة بسباس
- ريم بسباس
- أحمد عزيز بسباس

## روابط خارجية
- عزة بسباس على موقع الاتحاد الدولي للمبارزة (الإنجليزية)
- عزة بسباس على موقع الاتحاد الأوروبي للمبارزة (الإنجليزية)
- عزة بسباس على موقع اللجنة الأولمبية الدولية (الإنجليزية)
- عزة بسباس على موقع أوليمبيديا (الإنجليزية)

- صفحة عزة بسباس على موقع الاتحاد الدولي للمبارزة.